# Тенсифт
Тенсифт (на арабски: تانسيفت) е река в западната част на Мароко, вливаща се Атлантическия океан. Дълга е 270 km, а площта на водосборния ѝ басейн е 19 850 km². Река Тенсифт води началото си на 3644 m н.в. под името Рдат от северните склонове на планинската система на Висок Атлас. До излизането си от планините, на около 60 km източно от град Маракеш е типична планинска река с бурно течение, множество бързеи и прагове, а след това до устието си е спокойна равнинна река. Влива се в Атлантическия океан на 40 km южно от град Сафи. Основните ѝ притоци са леви: Зат, Мула Ибрахим, Нфис (най-голям питок). Има предимно дъждовно и частично снежно подхранване. През пролетта, по време на топенето на снеговете в планините и през зимата по време на дъждовете Тенсифт е бурна и пълноводна река, а в края на лятото дебитът ѝ сериозно намалява. Водите ѝ се използват предимно за напояване.